# Die eiskalten Killer
Die eiskalten Killer (Originaltitel: Porci con la P 38) ist ein italienischer Kriminalfilm aus dem Jahr 1978. Die deutschsprachige Erstaufführung erfolgte auf Video.

## Handlung
Der Capo eines Syndikats regelt seine Nachfolge, indem er sein Imperium an drei gleichrangige Leiter aufteilt. Max Astarita erhält den Geschäftszweig Entführungen, John Forsythe Prostitution, Fred Huston das Drogengeschäft. Astarita ist jedoch mit seinem Teil nicht zufrieden und tötet, nachdem der Capo gestorben ist, seine beiden Mitbewerber. Polizeileutnant Morris gelangt, unterstützt von seinem Assistenten Olden, eher zufällig zu einem Feuerzeug, das den bislang unverdächtigen Astarita der Verbrechen überführen könnte. Deshalb lässt der die Tochter des Polizisten entführen, um dessen Frau zur Entwendung des Beweismittels aus dem Büro ihres Mannes zu erpressen. Morris kann zwar auch diese Tat verhindern, aber nicht Astarita zur Verantwortung ziehen, der von seiner gierigen Geliebten getötet wird. Im finalen Duell kann Morris diese erschießen und seine Tochter danach wieder in die Arme schließen.

## Kritik
Es sei ein „miserabel geschriebener und inszenierter Actionkrimi“, meinte das Lexikon des internationalen Films, und Karsten Thurau ergänzt: „Der Film ist eine Katastrophe. Nicht nur, daß die Handlung völlig an den Haaren herbeigezogen ist […]; auch die statische Kameraarbeit und das fast völlige Fehlen von Hintergrundmusik machen diesen Streifen unerträglich.“. Auch Roberto Curti lässt kaum ein gutes Haar am Film, dessen Regieführung er „hoffnungslos plump, stumpfsinnige Zooms und schlechtes Tempo verwendend“, nennt.